# خورشیدگرفتگی ۱۱ ژوئن ۲۰۴۸
خورشیدگرفتگی ۱۱ ژوئن ۲۰۴۸ (به انگلیسی: Solar eclipse of June 11, 2048) یک خورشیدگرفتگی از نوع خورشیدگرفتگی حلقه‌ای است. این خورشیدگرفتگی در تاریخ ۱۱ ژوئن ۲۰۴۸ میلادی (‎۲۲ خرداد ۱۴۲۷ خورشیدی) روی خواهد داد که زمان اوج آن، ساعت ۱۲:۵۸:۵۳ به‌وقت ساعت هماهنگ جهانی است. مدت زمان و طول این خورشیدگرفتگی ۴ دقیقه و ۵۸ ثانیه خواهد بود.